# 駅自動放送

駅自動放送（えきじどうほうそう）とは、鉄道駅における自動アナウンスのことである。

## 概要
駅でのアナウンス業務を自動音声化したものである。
大正時代には蓄音機を使った放送があったが、夢野久作によると「特別に異様な割れ鐘声」であったのことで、女優の声かなにかにしてほしいと感想を述べている。
現代的な駅自動放送は1971年12月に開業した札幌市交通局の地下鉄南北線に世界で初めて実用化された。松下通信工業（現・パナソニック コネクト）が開発したシステムは、「文節編集合成方法」という、文節ごとにあらかじめ録音した人間の声を音声データにし、磁気ドラムに記憶させた上でプログラミングし、本来のアナウンスとして流すという方法だった。このシステムはその後成田空港、東京都営地下鉄、福岡市営地下鉄などにも採用されていく。
国鉄・JRで以前より用いられてきたシステムは駅ごとに管理され、駅員が運行状況を収集して操作し送出するスタンドアローンタイプで、小規模鉄道事業者では現在でも引き続き用いられているが、近年では主な鉄道事業者が列車運行管理システムを導入し、列車ダイヤに応じてアナウンスする内容をシステム側で制御して自動送出させることで、複数の駅の自動放送を一括管理する仕組みとなっている。
東日本旅客鉄道（JR東日本）の東京圏輸送管理システム (ATOS) の場合、音節+助詞ごと（「今度の」「電車は」「発」など）に音源が細切れになって管理されており、その音源は4千種類にも上る。これを同一の人物が吹き込んで音源を作成し、組み合わせて送出される。臨時列車の運行などのたびに音源の作成が必要になり、年2-3回は収録が行われるという。ほとんどの駅で上りと下りで男声・女声が使い分けられる。加齢により担当者の声質が変化したときなどに担当者の交代が行われ、全ての音源が差し替えられる。
なお、日本では当たり前のように駅構内で告知放送が行われているが、そもそもヨーロッパの鉄道では駅構内や車内で不必要に長々と案内放送をする習慣はなかった。しかし、各国で施行されたバリアフリー法の影響もあってか、自動アナウンスの種類が増加傾向にあるという。英語圏でのアナウンスは必要最低限の表現で済ませる傾向があると言われていたが（例えば「電車とホームの間が、一部広く空いているところがございます。お降りの際は、足元に十分ご注意ください」という表現を「Mind the Gap, Please」で済ませるなど）、現在ではより丁寧な表現に変化し「列車とプラットフォームの隙間にご注意の上、ご乗車ください」のようになっている。